# Mikko Manner
Mikko Manner, född 19 juli 1974 i Vasa, Finland, är en finländsk ishockeytränare och före detta professionell ishockeyspelare.
Från 2021 till 12 mars 2023 var han huvudtränare för Brynäs IF.